# Ambite
Ambite là một đô thị trong Cộng đồng Madrid, Tây Ban Nha. Đô thị Ambite có diện tích 26 km², dân số theo điều tra năm 2010 của Viện thống kê quốc gia Tây Ban Nha là 556 người. Đô thị Ambite nằm ở khu vực có độ cao 682 mét trên mực nước biển.